# Military-Look

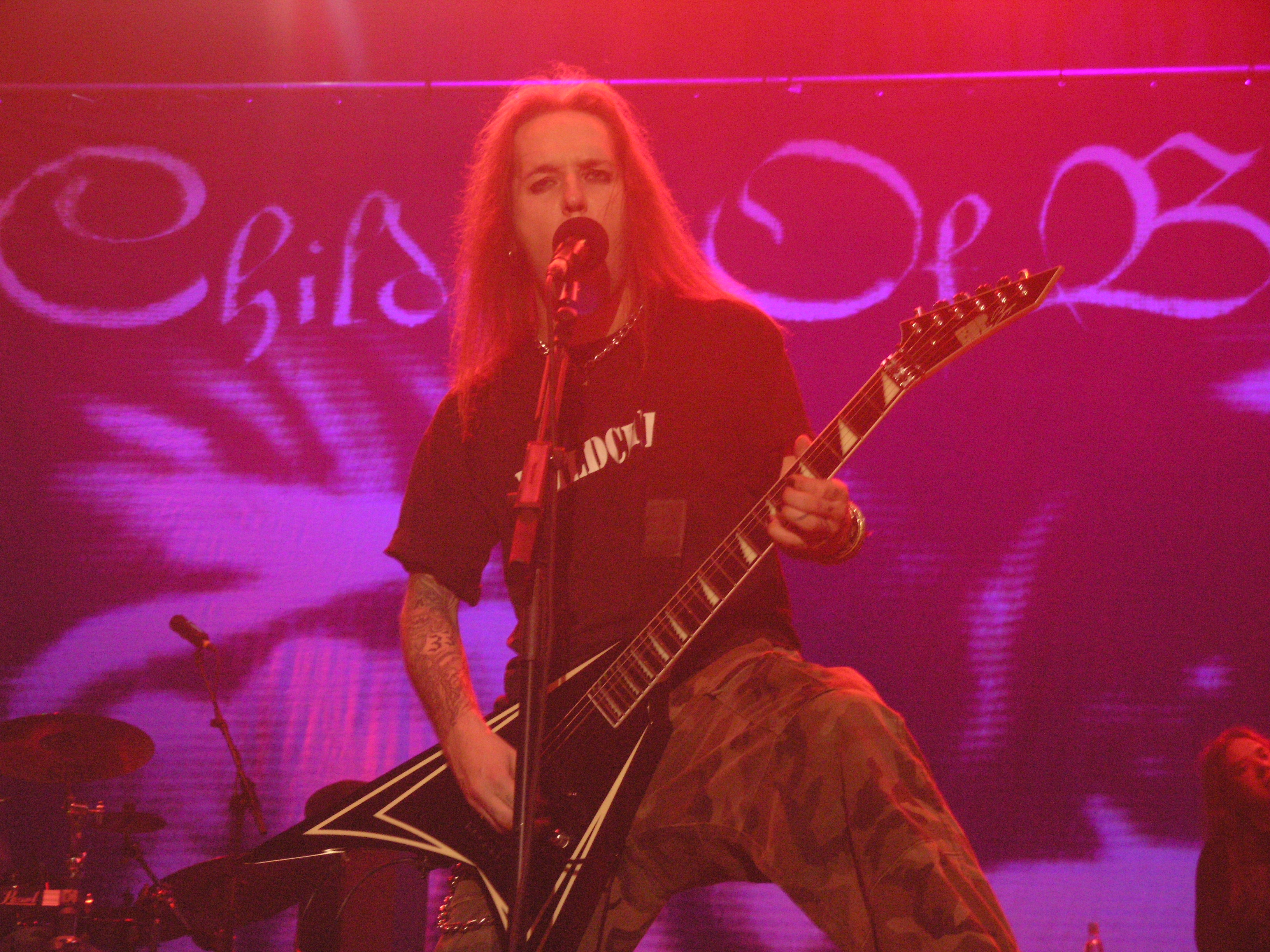
Auch beim Metal ist der Military-Look verbreitet; hier bei Alexi Laiho

Der Begriff Militäroptik oder englisch Military-Look bezeichnet eine Modeerscheinung, bei der zivile Kleidung mit militärischer Kleidung kombiniert wird oder bei der zivile Kleidung meistens durch echten oder simulierten Tarndruck eine militärische Optik verliehen wird. Zu den bekanntesten Beispielen für Kleidungsstücke des Military-Look zählen in Deutschland die Bomberjacke MA-1, die Fliegerjacke CWU-45/P, der Bundeswehr-Parka, diverse US-Feldhosen sowie die US-Feldjacke M-65.
Diese Kleidungsstücke werden von ganz unterschiedlichen Zielgruppen getragen:
Bomber- und Fliegerjacken sind besonders unter Skinheads (insb. Oi!-Skins), Gabbers sowie in der Biker- und Hip-Hop-Szene verbreitet. Der Bundeswehr-Parka wird von diversen Bevölkerungsgruppen getragen.
Military-Look ist inzwischen auch fester Bestandteil der Mainstream-Mode.
Des Weiteren ist das Mischen von zivilen und militärischen Kleidungsstücken bei Soldaten (auch als „buvil“ für Bundeswehr-zivil oder auch „univil“ für Uniform-zivil bezeichnet) ebenfalls meist ein in den jeweiligen Dienstvorschriften geregeltes Vergehen, wiederum mit der Begründung eines möglichen Imageschadens.
Siehe dazu auch den entsprechenden Abschnitt bei Uniform.